# Il tempo dei cavalli ubriachi
Il tempo dei cavalli ubriachi è un film del 2000 diretto da Bahman Ghobadi, vincitore della Caméra d'or per la miglior opera prima al 53º Festival di Cannes.

## Riconoscimenti
- 2000 - Festival di Cannes
  - Caméra d'or
  - Premio FIPRESCI